# Marcus Cocceius Nerva (Vater des Nerva)
Marcus Cocceius Nerva war ein römischer Jurist und Vater des im Jahr 30 geborenen römischen Kaisers Nerva.
Marcus Cocceius Nerva war der Sohn des Juristen Marcus Cocceius Nerva, Suffektkonsul des Jahres 21 oder 22 und curator aquarum seit 24, der auf Capri, wohin er Tiberius begleitet hatte, im Jahr 33 Suizid begangen hatte. Laut Frontin war er der Großvater des Kaisers Nerva. Wie sein Vater war auch Marcus Cocceius Nerva Jurist und hat Spuren in der römischen juristischen Literatur hinterlassen. Um ihn von seinem berühmteren Vater zu unterscheiden, wird er meist Nerva filius genannt. Bereits im Alter von etwa 17 Jahren soll er Antworten auf Rechtsfragen gegeben haben. Papinianus überliefert den Titel eines Werkes des Nerva filius über Fragen der Ersitzung: De usucapionibus. Seine überlieferten juristischen Äußerungen handelten im Allgemeinen von Erwerb, Behauptung und Verlust des Besitzes.
Nerva filius heiratete irgendwann vor dem Jahr 30 Sergia Plautilla, die Tochter des homo novus Gaius Octavius Laenas, der Nerva pater 33 im Amt des curator aquarum folgte. Aus der Ehe ging der spätere Kaiser Nerva hervor. Zudem hatten sie eine Tochter Cocceia, die Lucius Salvius Otho Titianus, den Bruder des Kaisers Otho, heiratete.
Von Nerva filius ist nicht bekannt, dass er eine senatorische Ämterlaufbahn, den cursus honorum, durchlaufen hat, auch wenn dies aufgrund seiner gesellschaftlichen Stellung als Sohn eines Suffektkonsuls zu erwarten wäre. Schon Onofrio Panvinio setzte einen M. Cocceius M. f. Nerva mit einem Amtskollegen Lucius Gellius Publicola als Suffektkonsuln des Jahres 793 ab urbe condita, also für 40 n. Chr., an. Noch Wilhelm Henzen (1870) und Josef Klein (1881) folgten dieser Einordnung in die Konsularfasten. Bereits Theodor Mommsen machte 1888 darauf aufmerksam, dass dieses Konsulnpaar in das Jahr 36 v. Chr. zu setzen sei. Mit der zweiten Auflage von Band 1 des Corpus Inscriptionum Latinarum wurde 1893 die Lesung der Fasti Capitolini dahingehend angepasst. Bestätigt wurde dies durch die Lesung der Fasti Bondiani, die für das Jahr einen Cocceius überliefern. Demnach handelt es sich bei den beiden Konsuln um Lucius Gellius Publicola und Marcus Cocceius Nerva, den Vorfahr des Nerva filius. Dem folgten Elimar Klebs im ersten Band der Prosopographia Imperii Romani von 1897 und die weitere Forschung. Gleichwohl wurde an einem Suffektkonsulat des Nerva filius um das Jahr 40 festgehalten, nun mit dem Amtskollegen Gaius Vibius Rufinus, wie es Mommsen 1888 vorgeschlagen hatte. Ihm folgte Attilio Degrassi in einem Aufsatz des Jahres 1943, vor allem aber in seiner einflussreichen Neubearbeitung der Konsularfasten, während andere beider Suffektkonsulat in die Jahre 20 oder 21 setzten. Beide Lager stützen sich auf dieselben Inschriften, vor allem auf eine Bauinschrift am Carcer Tullianus und eine Grabinschrift, die durch deren Konsulat datiert ist. Ronald Syme hat 1980 für Vibius Rufinus herausgestellt, dass dessen Suffektkonsulat nur in die Jahre 20 oder 21 gesetzt werden kann, der Amtskollege folglich Nerva pater ist. Obwohl viele dessen Diktum zustimmen, wird auch an der Datierung eines Konsulats des Nerva filius um das Jahr 40 festgehalten.
Detlef Liebs sucht nach Ursachen für das Verschwinden des Nerva filius aus der weiteren Überlieferung sowie den Umstand, dass unter Kaiser Nerva nur der Mutter gedacht wurde. Er vermutet, dass Nerva filius mit einem der namentlich nicht genannten Konsuln oder designierten Konsuln der späten 30er- und frühen 40er-Jahre, die unerwartet aus dem Leben geschieden sind, zu verbinden ist. Bereits Giuseppe Camodeca hat derselbe Ansatz auf den designierten Mitkonsul des Kaisers Caligula des Jahres 40 geführt, der sein Amt zum 1. Januar nicht antreten konnte, weil er unmittelbar zuvor starb. Detlef Liebs bringt seinerseits den unbekannten Amtskollegen des Gnaeus Domitius Corbulo, Suffektkonsul des Jahres 39, ins Spiel. Beide wurden von Caligula gedemütigt und zum September 39 abgesetzt. Der namentlich nicht Genannte nahm „sich diese Behandlung derart zu Herzen, dass er Hand an sich legte“. Er könnte laut Liebs mit Nerva filius identifiziert werden, sollte er nicht noch vor dem Jahr 39 gestorben sein.